# Ecchlorolestes
Ecchlorolestes – rodzaj ważek z rodziny Synlestidae.

## Podział systematyczny
Do rodzaju należą następujące gatunki:
- Ecchlorolestes nylephtha (Barnard, 1937)
- Ecchlorolestes peringueyi (Ris, 1921)